# Francesco del Cossa
Francesco del Cossa (ok. 1435 w Ferrara, zm. 1478 Bolonia) – włoski malarz quattrocenta.

## Życiorys
Pochodził z artystycznej rodziny. Urodził się i kształcił w Ferrarze. Był jednym z mistrzów tamtejszej szkoły artystów.
W Ferrarze pracował przy głównym ołtarzu katedry. Jest autorem cyklu fresków w wielkiej sali Palazzo Schifanoia przedstawiających alegorię miesięcy. W 1470 roku wyjechał do Bolonii. Tam wraz z innym malarzem, Ercole de’ Robertim, założył szkołę malarską. Podczas pobytu w Bolonii namalował m.in. w kościele Chiesa dell Osservanza (najbardziej jego znane dzieło) – ołtarz Zwiastowanie (Drezno, Gemäldegaterie), a także Ołtarz kupców (Bolonia, Pinacoteca Nazionale), Poliptyk Grifonich dla kaplicy kościoła San Petronio, obecnie znajdujący się w różnych muzeach na świecie.
Cossa malował głównie obrazy o tematyce religijnej, ale i również sceny mitologiczne i alegoryczne.

## Dzieła malarza
| nr  | tytuł, zleceniodawca                                                        | czas powstania | technika i wymiary          | miejsce przechowywania        | ilustracja |
| 1.  | Zwiastowanie                                                                | ok. 1460       | Ołtarz                      | Gemäldegalerie, Drezno        |            |
| 2.  | Poliptyk Griffoni Św. Wincenty                                              | 1473           | poliptyk                    | National Gallery w Londynie   |            |
| 3.  | Poliptyk Griffoni Św. Piotr i św. Jan Baptysta                              | 1473,          | poliptyk                    | Pinakoteka Brera, Mediolan    |            |
| 4.  | Poliptyk Griffoni Św Florian                                                | 1473           | poliptyk                    | National Gallery of Art       |            |
| 5.  | Poliptyk Griffoni Św. Łucja                                                 | 1473,          | poliptyk                    | National Gallery of Art       |            |
| 6.  | Poliptyk Griffoni Ukrzyżowanie                                              | 1473,          | poliptyk                    | National Gallery of Art       |            |
| 7.  | Poliptyk Griffoni Św. Petroniusz                                            | 1473,          | poliptyk                    | Palazzo dei Diamanti, Ferrara |            |
| 8.  | Madonna z dzieciątkiem i świętymi                                           | 1474,          |                             | Pinacoteca Nazionale, Bolonia |            |
| 9.  | Alegoria miesięcy – kwiecień: Triumf Wenus                                  | 1470,          | fresk                       | Palazzo Schifanoia, Ferrara   |            |
| 10. | Alegoria miesięcy – maj: Triumf Apollo                                      | 1470,          | fresk                       | Palazzo Schifanoia, Ferrara   | fragment   |
| 11. | Alegoria miesięcy – marzec: Triumf Minerwy                                  | 1470,          | fresk                       | Palazzo Schifanoia, Ferrara   |            |
| 12. | Święty Piotr                                                                | 1473,          | 112 × 55 cm, olej na desce  | Pinakoteka Brera Mediolan     |            |
| 13. | Święty Jan Chrzciciel                                                       | 1473,          | 112 × 55 cm, olej na desce  | Pinakoteka Brera Mediolan     |            |
| 14. | Madonna ze św. Petroniuszem i Janem Babrystą                                | 1474,          | 227 × 166 cm, olej na desce | Pinacoteca Nazionale Bolonia  |            |
| 14. | Tronująca Matka Boska z dzieciątkiem między żołnierzem a Janem Chrzcicielem | 1499,          |                             | National Gallery w Londynie   |            |